# Alex Bowman
Statistiques en NASCAR Cup Series
Dernière mise à jour : 27 novembre 2023 
Alex Bowman est un pilote américain de NASCAR né le 25 avril 1993 à Tucson, Arizona.

## Carrière
C'est en 2014 que Bowman participe à sa première saison complète en NASCAR Cup Series, au volant de la voiture no 23 de l'écurie BK Racing. Son meilleur résultat est une 13e place au Coka Zero 400 à Daytona.
Recruté en 2016 par la Hendrick Motorsports, Bowman remporte sa première course en 2019 au volant de la voiture no 88 lors du Camping World 400 sur le Chicagoland Speedway. Il récidive à l'Auto Club 400 en 2020 qu'il termine à la 6e place (son meilleur classement). Sa meilleur saison est celle de 2021 où il remporte 4 victoires, le Toyota Owners 400, le Drydene 400, le Pocono Organics CBD 325 et l'Xfinity 500 bien qu'il ne soit classé de 14e eu championnat. Il ne remporte que le Penzoil 400 en 2022 et ne compte aucune victoire en 2023.